# The Game (песня Disturbed)
«The Game» — сингл американской рок-группы Disturbed. Песня была выпущена как четвёртый сингл с их дебютного альбома группы The Sickness.

## Состав
- David Draiman — вокал
- Dan Donegan — гитара
- Steve Kmak — бас гитара
- Mike Wengren — гитара
- Johnny K — продюсер, инженер
- Andy Wallace — микширование
- Howie Weinberg — мастеринг

## Позиция в чарте
| Год  | Чарт                   | Позиция |
| ---- | ---------------------- | ------- |
| 2002 | Mainstream Rock Tracks | 34      |